# Aula hospitalària
Les aules hospitalàries són aules escolars ubicades a hospitals que disposen de serveis pediàtrics permanents i que atenen als infants i joves malalts hospitalitzats en la seva necessitat educativa d'acord amb el temps d'estada i l'estat clínic de cadascú.
Aquesta manera els infants fomenten el seu desenvolupament integral, donant continuïtat al procés d'aprenentatge. Les aules faciliten la reincorporació a l'escola un cop abandonen el centres hospitalaris. Les aules hospitalàries van sorgir amb la necessitat de solucionar els problemes d'escolaritat amb els infants que es troben durant un període llarg de temps ingressats i, no poden assistir de manera regular a l'escola.
L'organització d'aquestes aules tenen una gran flexibilitat. Sí el criteri de l'equip mèdic ho permet, l'infant es desplaça a l'aula hospitalària on realitzen activitats educatives, seguint una programació personalitzada. En cas que no ho permetin el mestre serà qui es desplaçarà a l'habitació de l'infant, ja sigui a la pròpia habitació, a les cambres d'aïllament o a la Unitat de Cures Intensives (UCI). L'assistència a aquestes aules és voluntària.

## Història sobre les aules hospitalàries
El primer país que es va preocupar per l'escolarització dels infants ingressats va ser França. A la darreria de la Primera Guerra Mundial, va començar a preocupar-se. Però no va ser fins a la Segona Guerra Mundial quan va introduir, de forma definitiva, l'escola als hospitals francesos. Aquestes es van veure reflectides al decret del 23 de juliol de 1965, on deia que s'obligava a donar atenció escolar als nens i adolescents atesos en establiments sanitaris especialitzats.
A Espanya des del punt de vista legislatiu es va trigar més. La pràctica de les aules hospitalàries ha sigut realitzada des del primer quart del segle xx. Aquesta iniciativa la van tenir infermers, auxiliar, zeladors... És a dir, gent externa a l'escola. Van donar la possibilitat als mestres d'entrar als centres hospitalaris. Va ser al 1912 quan el Ministeri d'Educació reconeix per primer cop «l'escola» als hospitals. El 1950 es van crear les primeres unitats escolars als hospitals de l'Orde de San Juan de Dios. A Catalunya, la primera es va crear al 1953 al Hospital General de Manresa.
Tot i el reconeixement pel Ministeri d'Educació i la creació de les primeres aules no trobem la primera referència legislativa fins al 1980. En aquest moment és quan s'estableix l'actuació educativa que s'ha de fer al centres hospitalaris.. La Constitució diu que tots els espanyols tenen dret a l'educació, sent ells els encarregats d'eliminar els obstacles que hi hagin.
Va ser en aquell moment quan van començar a crear lleis, reals decrets i ordres per definir la política que es portaria a terme en aquestes aules, tant des del punt de vista de l'Educació Especial com de l'Educació Compensatòria. A la Carta Europea dels Drets dels Infants Hospitalitzats aprovada al 1988 van planteja les activitats pedagògiques que es realitzaran als hospitals.
La Carta Europea dels Drets dels Infants Hospitalitzats nombra dos drets relacionats amb l'educació als hospitals que són:
- Continuar estudiant durant l'estada a l'hospital, i disposar del material didàctic necessari que aporti la seva escola, sobretot si l'hospitalització és llarga. L'estudi no ha de perjudicar el benestar del nen/a ni obstaculitzar el tractament mèdic.
- Continuar estudiant quan l'hospitalització és parcial (només durant el dia) o la convalescència es fa a casa.

Al 1998, quan es va realitzar un conveni entre El Ministeri d'Educació i Cultura amb el Ministeri de Sanitat i Consum juntament amb l'Institut Nacional de Salud, per l'atenció educativa dels infants hospitalitzats.